# Plac Konstytucji w Gdyni

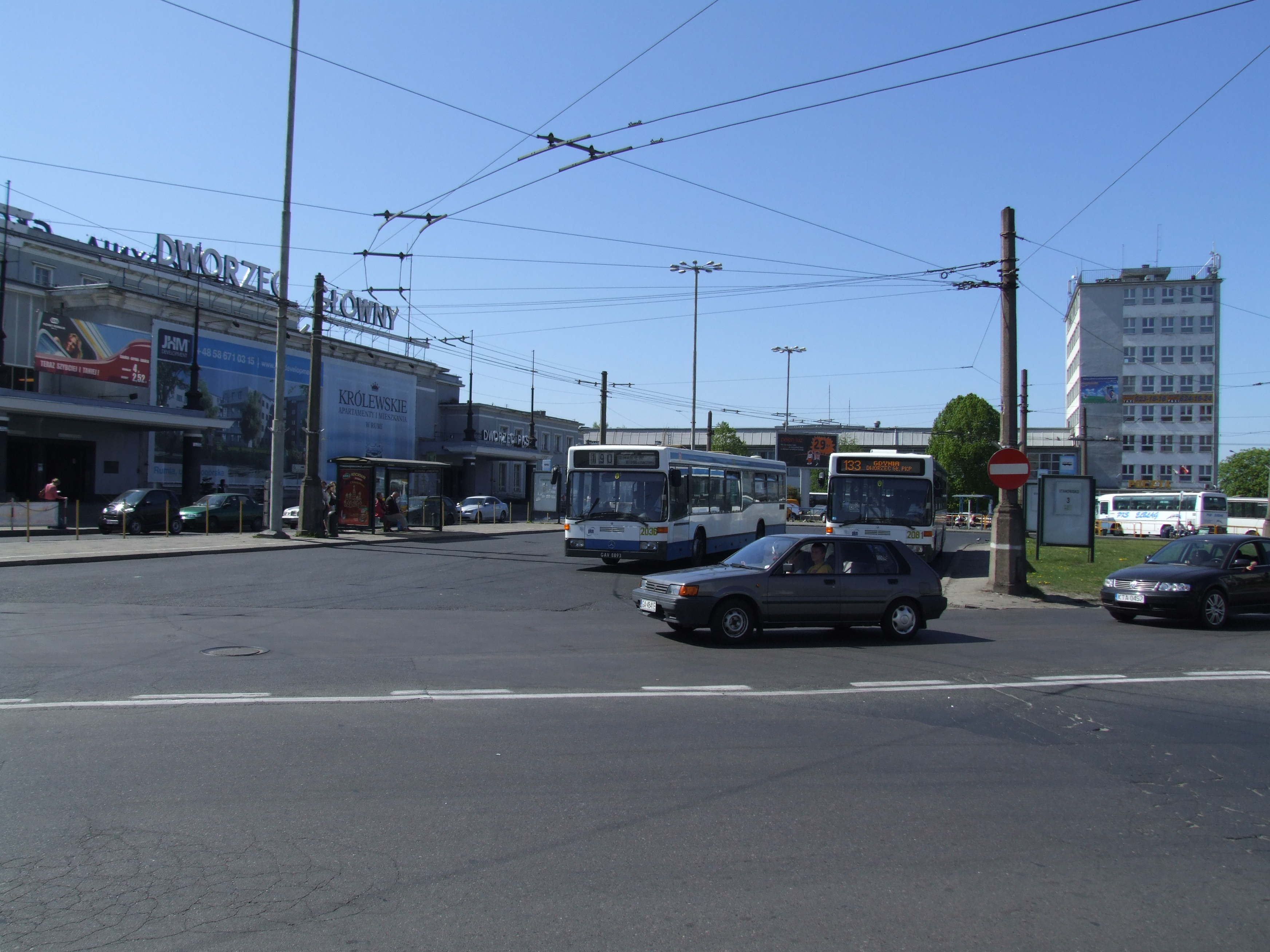
Plac Konstytucji, po lewej dworzec Gdynia Główna

Plac Konstytucji – plac w centrum Gdyni, mieszczący się między Dworcem Głównym PKP a Sądem Rejonowym. Z placu Konstytucji początek biorą ulice: Dworcowa, Janka Wiśniewskiego i Wójta Radtkego. 
W skład placu wchodzi skrzyżowanie z wyspą centralną, pętla autobusowo-trolejbusowa, a także Dworzec PKS. Oprócz wymienionych Dworca PKP oraz budynku Sądu Rejonowego z 1936 (przed 1939 Sądu Okręgowego), przy placu Konstytucji znajduje się Urząd Pocztowy Gdynia 2 (dawny Urząd Przewozu Poczty z pierwszej połowy lat 60. XX w.), a także Spółdzielcza Kasa Oszczędnościowo-Kredytowa Banku PKO.
Na placu Konstytucji pętlę mają linie trolejbusowe 20, 21, 22, 29 i 30, a także wybrane kursy 23 oraz autobusy miejskie 133, 140, 147, 160 i Z. Plac Konstytucji to także ważny przystanek autobusów linii nocnych (m.in. N40).

## Historia
W czasie okupacji niemieckiej dokonano zmiany nazwy na Bahnhof Platz.